# Campionati del mondo di atletica leggera 2013 - Salto triplo femminile
La gara di salto triplo femminile si è svolta tra martedì 13 agosto e giovedì 15 agosto 2013.

## Podio
| Pos.    | Atleta            | Nazionalità | Misura  |
| ------- | ----------------- | ----------- | ------- |
| Oro     | Caterine Ibargüen | Colombia    | 14,85 m |
| Argento | Ekaterina Koneva  | Russia      | 14,81 m |
| Bronzo  | Olha Saladuha     | Ucraina     | 14,65 m |

## Situazione pre-gara

### Record
Prima di questa competizione, il record del mondo (WR) e il record dei campionati (CR) erano i seguenti.
| Record                | Prestazione | Atleta                | Data                            | Competizione              |
| --------------------- | ----------- | --------------------- | ------------------------------- | ------------------------- |
| Record mondiale       | 15,50 m     | Inesa Kravec' Ucraina | 10 agosto 1995 Göteborg, Svezia | Campionati del mondo 1995 |
| Record dei campionati | 15,50 m     | Inesa Kravec' Ucraina | 10 agosto 1995 Göteborg, Svezia | Campionati del mondo 1995 |

### Campioni in carica
I campioni in carica, a livello mondiale e continentale, erano:
| Campione | Atleta                   | Prestazione | Data                                   | Competizione               |
| -------- | ------------------------ | ----------- | -------------------------------------- | -------------------------- |
| Olimpico | Olga Rypakova Kazakistan | 14,98 m     | 5 agosto 2012 Londra, Regno Unito      | Giochi della XXX Olimpiade |
| Mondiale | Olha Saladuha Ucraina    | 14,94 m     | 1º settembre 2011 Taegu, Corea del Sud | Campionati del mondo 2011  |
| Europeo  | Olha Saladuha Ucraina    | 14,99 m     | 30 giugno 2012 Helsinki, Finlandia     | Campionati europei 2012    |

### La stagione
Prima di questa gara, gli atleti con le migliori tre prestazioni dell'anno erano:
| Pos. | Atleta                     | Prestazione | Data                                         |
| ---- | -------------------------- | ----------- | -------------------------------------------- |
| 1    | Olha Saladuha Ucraina      | 14,85 m     | 1º giugno 2013 Eugene, Stati Uniti d'America |
| 2    | Caterine Ibargüen Colombia | 14,83 m     | 1º giugno 2013 Eugene, Stati Uniti d'America |
| 3    | Ekaterina Koneva Russia    | 14,82 m     | 11 luglio 2013 Kazan', Russia                |

## Risultati
| LEGENDA: | NR | Record nazionale | PB | Primato personale | SB | Primato stagionale |

### Qualificazioni
Si qualificano per la finale le concorrenti che ottengono una misura di almeno 14,30 m (Q); le migliori dodici misure (q) accedono comunque alla finale.
| Pos. | Gruppo | Nome                    | Nazionalità | 1ª prova | 2ª prova | 3ª prova | Misura | Note |
| ---- | ------ | ----------------------- | ----------- | -------- | -------- | -------- | ------ | ---- |
| 1    | A      | Olha Saladuha           | Ucraina     | 13,95    | 14,69    |          | 14,69  | Q    |
| 2    | B      | Caterine Ibargüen       | Colombia    | 14,52    |          |          | 14,52  | Q    |
| 3    | A      | Hanna Knjazjeva-Minenko | Israele     | x        | x        | 14,46    | 14,46  | Q    |
| 4    | B      | Anna Pjatych            | Russia      | 13,80    | x        | 14,34    | 14,34  | Q    |
| 5    | A      | Kimberly Williams       | Giamaica    | 14,25    | 14,36    |          | 14,36  | Q    |
| 6    | B      | Ekaterina Koneva        | Russia      | 13,32    | 14,30    |          | 14,30  | Q    |
| 7    | A      | Irina Gumenyuk          | Russia      | 14,30    |          |          | 14,30  | Q    |
| 8    | A      | Mabel Gay               | Cuba        | 13,99    | 13,95    | 14,17    | 14,17  | q    |
| 9    | B      | Snežana Rodič           | Slovenia    | 13,73    | x        | 14,17    | 14,17  | q    |
| 10   | B      | Anna Jagaciak           | Polonia     | x        | 13,21    | 13,96    | 13,96  | q    |
| 11   | B      | Athanasia Perra         | Grecia      | x        | 13,85    | 13,92    | 13,92  | q    |
| 12   | A      | Dana Velďáková          | Slovacchia  | x        | 13,88    | 13,85    | 13,88  | q    |
| 13   | A      | Keila Costa             | Brasile     | 13,82    | 13,80    | 13,67    | 13,82  |      |
| 14   | B      | Simona La Mantia        | Italia      | 13,57    | x        | 13,80    | 13,80  |      |
| 15   | A      | Niki Panetta            | Grecia      | 13,04    | 13,69    | 13.52    | 13,69  |      |
| 16   | B      | Ruslana Tsykhotska      | Ucraina     | 13,51    | x        | x        | 13,51  |      |
| 17   | B      | Baya Rahouli            | Algeria     | x        | 13,41    | x        | 13,41  |      |
| 18   | A      | Irina Litvinenko Ektova | Kazakistan  | x        | 13,09    | 13,37    | 13,37  |      |
| 19   | A      | Anastasiya Juravleva    | Uzbekistan  | 13,03    | 13,32    | x        | 13,32  |      |
| 20   | A      | Sarah Nambawa           | Uganda      | x        | x        | 13,31    | 13,31  |      |
| 21   | B      | Natallia Viatkina       | Bielorussia | 13,19    | x        | 13,02    | 13,19  |      |

### Finale
| Pos.   | Nome                    | Nazionalità | 1ª prova | 2ª prova | 3ª prova | 4ª prova | 5ª prova | 6ª prova | Misura | Note |
| ------ | ----------------------- | ----------- | -------- | -------- | -------- | -------- | -------- | -------- | ------ | ---- |
| center | Caterine Ibargüen       | Colombia    | x        | 14,85    | 14,69    | 14,83    | x        | x        | 14,85  | WL   |
| center | Ekaterina Koneva        | Russia      | 14,29    | 14,81    | 14,59    | 14,33    | 14,79    | 12,18    | 14,81  |      |
| center | Olha Saladuha           | Ucraina     | 14,42    | 14,65    | 14,33    | 14,51    | 14,60    | 14,49    | 14,65  |      |
| 4      | Kimberly Williams       | Giamaica    | x        | 13,98    | 14,17    | 14,62    | x        | x        | 14,62  | PB   |
| 5      | Mabel Gay               | Cuba        | 14,28    | 14,38    | 13,83    | 14,45    | 14,29    | x        | 14,45  | SB   |
| 6      | Hanna Knjazjeva-Minenko | Israele     | 14,33    | 14,19    | x        | x        | 14,14    | x        | 14,33  |      |
| 7      | Anna Pjatych            | Russia      | 14,29    | 11,68    | 14,08    | 14,21    | 14,22    | 14,20    | 14,29  |      |
| 8      | Irina Gumenyuk          | Russia      | x        | x        | 14,15    | x        | 13,98    | x        | 14,15  |      |
| 9      | Snežana Rodič           | Slovenia    | 13,75    | x        | 14,13    |          |          |          | 14,13  |      |
| 10     | Anna Jagaciak           | Polonia     | 13,65    | 13,95    | 13,65    |          |          |          | 13,95  |      |
| 11     | Dana Velďáková          | Slovacchia  | x        | 13,84    | 13,60    |          |          |          | 13,84  |      |
| 12     | Athanasia Perra         | Grecia      | x        | 13,75    | 13,55    |          |          |          | 13,75  |      |